# Monochamus lepesmei
Monochamus lepesmei är en skalbaggsart som beskrevs av Stefan von Breuning 1956. Monochamus lepesmei ingår i släktet Monochamus och familjen långhorningar. Inga underarter finns listade i Catalogue of Life.